# Cosmogneta impedita
Cosmogneta impedita är en kvalsterart som beskrevs av Grandjean 1960. Cosmogneta impedita ingår i släktet Cosmogneta och familjen Autognetidae. Inga underarter finns listade i Catalogue of Life.